# Eclimus culiciformis
Eclimus culiciformis är en tvåvingeart som först beskrevs av Hull 1965.  Eclimus culiciformis ingår i släktet Eclimus och familjen svävflugor. Inga underarter finns listade i Catalogue of Life.